# Таран, Павел Андреевич
Па́вел Андре́евич Тара́н (укр. Павло Андрійович Таран; 18 октября 1916 — 14 сентября 2005) — дважды Герой Советского Союза (1942, 1944), генерал-лейтенант авиации (1967).

## Биография
Родился 18 октября 1916 года в селе Шолохово (ныне Никопольского района Днепропетровской области) в крестьянской семье.
В Красной Армии с 1937 года. В 1938 году окончил Качинскую военно-авиационную школу лётчиков. Участвовал в советско-финской войне. В июне 1941 года был лейтенантом. В ходе войны был командиром звена, заместителем командира и командиром эскадрильи 5-го гвардейского авиаполка дальнего действия 50-й авиационной дивизии дальнего действия 6-го авиационного корпуса дальнего действия.
Член КПСС с 1942 года.
Указом Президиума Верховного Совета СССР «О присвоении звания Героя Советского Союза начальствующему составу Военно-воздушных сил Красной Армии» от 20 июня 1942 года за «образцовое выполнение боевых заданий командования на фронте борьбы с немецкими захватчиками и проявленные при этом отвагу и геройство» удостоен звания Героя Советского Союза с вручением ордена Ленина и медали «Золотая Звезда».
С апреля 1945 года был командиром 240-го гвардейского бомбардировочного авиаполка.
Отличился в нанесении бомбовых ударов по объектам противника на Таманском полуострове, в Крыму и Донбассе, участвовал в Берлинской операции. Совершил 386 боевых вылетов, уничтожив много живой силы и боевой техники противника.
После войны находился на командных и штабных должностях Министерства обороны СССР. В 1958 году окончил Военную академию Генерального штаба Вооружённых сил СССР..
В 1958 году был назначен командиром 79-й тяжёлой бомбардировочной авиационной дивизии (ТБАД), базирующейся на аэродроме «Чаган» (Семипалатинская область), и командовал ею до 1960 года
Выйдя в отставку, П. А. Таран до конца жизни работал в ОКБ А. Н. Туполева.
Умер 14 сентября 2005 года, похоронен на Троекуровском кладбище Москвы.

## Награды
- Дважды Герой Советского Союза;
- орден Ленина;
- орден Октябрьской Революции;
- два ордена Красного Знамени;
- орден Александра Невского;
- орден Отечественной войны первой степени;
- орден Трудового Красного Знамени;
- два ордена Красной Звезды (23.02.1941; ).

## Память
- Бронзовый бюст Павла Андреевича Тарана установлен в селе Шолохово Никопольского района Днепропетровской области Украины.
- Имя Павла Тарана носит стратегический ракетоносец Ту-160, базирующийся на аэродроме Энгельс.
- В честь Павла Тарана назван детский лагерь «Чайка» в Днепропетровской области.
- Имя нанесено на памятной стелле на аллее героев в Алексеевском районе Москвы.